# Α-Центауриди
α-Центауриди су слаб метеорски рој видљив само са јужне хемисфере. ЗХР α-Центаурида је 5-6 у максимуму, мада повремено достиже и 10-15, али такви пикови ретко трају дуже од пар сати..